# Guido Colonna di Paliano
Guido Colonna di Paliano (Nápoles, Italia 1908 - íd. 1982) fue un político italiano, miembro de la Comisión Europea entre 1964 y 1970.

## Biografía
Nació el 16 de abril de 1908 en la ciudad de Nápoles. Estudió derecho en la Universidad de Nápoles, en la cual se licenciará en 1930. 
Murió el 27 de enero de 1982 en su residencia de Nápoles.

## Actividad política
Diplomático de carrera y sin afiliación política destacada, en octubre de 1947 fue designado delegado italiano en la puesta en marcha del Plan Marshall, cargo que mantuvo hasta marzo de 1948.
En 1958 fue nombrado embajador en Noruega, y en agosto de 1962 fue designado delegado de su país en la OTAN, cargo que ocupó hasta julio de 1964. Abandonó esta responsabilidad para convertirse en miembro de la Comisión Hallstein, en sustitución de Giuseppe Caron, siendo nombrado Comisario Europeo de Mercado Interior. En la formación de la Comisión Rey en julio de 1967 fue elegido Comisario Europeo de Empresa, abandonando su cargo en mayo de 1970.